# Sac Bogotá
 (octobre 2023).

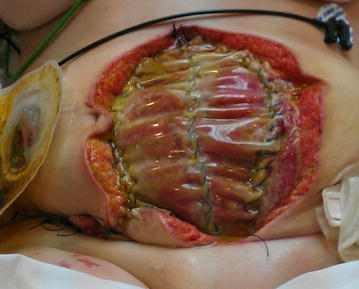
Sac Bogota utilisé dans le traitement du syndrome du compartiment abdominal.

Un sac Bogota est un sac en plastique stérile utilisé pour fermer les plaies abdominales.

## Description
Il s'agit généralement d'un sac d'irrigation génito-urinaire cousu à la peau ou au fascia de la paroi abdominale antérieure d'une contenance de 3 litres. Son utilisation a été décrite pour la première fois par Oswaldo Borraez, alors qu'il résidait à Bogotá, en Colombie.
Cette technique de fermeture abdominale temporaire est le plus souvent utilisée dans les cas de syndrome du compartiment abdominal dans lequel une laparotomie décompressive est nécessaire pour réduire la pression intra-abdominale afin de rétablir le flux sanguin. Le sac de Bogota est utilisé pour reporter la fermeture définitive jusqu'à ce que la cause sous-jacente de la pression intra-abdominale élevée puisse être résolue. D'autres techniques incluent l'utilisation de filets résorbables, le patch Wittmann, le traitement des plaies par pression négative et les systèmes de fermeture dynamique,. Ces techniques se caractérisent toutes par une fermeture sans tension. De plus, le sac Bogota agit comme une barrière hermétique et stérile qui empêche l'éventration et la perte de liquides. Un autre avantage du sac Bogota est que le contenu abdominal peut être inspecté visuellement, ce qui est particulièrement utile en cas d'intestin ischémique.
Le sac Bogota peut être utilisé en cas de « ventre éclaté » à la suite de laparotomies, notamment celles utilisant une incision verticale médiane. En effet, l'abdomen éclaté est généralement caractérisé par un écoulement rose séro-sanguineux de la plaie 6 à 8 jours après l'intervention chirurgicale.

## Voir également